# Pollenia chrysothrix
Pollenia chrysothrix este o specie de muște din genul Pollenia, familia Calliphoridae, descrisă de Mario Bezzi în anul 1927. Conform Catalogue of Life specia Pollenia chrysothrix nu are subspecii cunoscute.